# Саур
Саур (на казахски: Сауыр жоталары; на китайски: 萨吾尔; на пинин: Sàwú'ěr) е планина в Централна Азия, на територията на Източен Казахстан (Източноказахстанска област) и Северозападен Китай (Синдзян-уйгурски автономен регион), на югоизток от езерото Зайсан.
Простира се от запад на изток на протежение около 140 km, между Зайсанската котловина на север и долината Кобук на юг. На запад чрез прохода Баймирза (1462 m) се свързва с планинския хребет Тарбагатай, а на югозапад чрез прохода Керегентас – с хребета Уркашар. Максимална височина връх Музтау 3840 m) (47°02′56″ с. ш. 85°33′58″ и. д. / 47.048889° с. ш. 85.566111° и. д.), издигащ се в средната му част, на китайска територия. Планината е изградена от вулканогенни наслаги, шисти, варовици, пясъчници и гранитоиди. Най-високите части са заети от ледници с обща площ 16,6 km². От северните му склонове водят началото си реките Уйдене, Караунгир, Уласти, Тастъкарасу, Карджаукарасу и др., вливащи се в езерото Зайсан или губещи се в пустините Кумтобе и Тазкум, преди да достигнат до река Иртиш. На юг и на изток се стичат малки, къси и пресъхващи реки Коптогай, Азучий, Арчати, Ченгер, Утууласиин, Карагайтъ, Утубулак и др., губущи се в долината Кобук или достигащи до езерото Улюнгур само през пролетта. Билото му е заето от планинско-ливадни и каменисти ландшафти, северните склонове – от среднопланински пасища и гори от сибирска лиственица и тяншански смърч с примеси от сибирска ела, а южните склонове – от степи и полупустини. В северните склонове на планината се експлоатират находища на въглища и горящи шисти.